# Xenophyllum fontii
Xenophyllum fontii là một loài thực vật có hoa trong họ Cúc. Loài này được (Cuatrec.) V.A.Funk miêu tả khoa học đầu tiên năm 1997.